# Кесельман, Геннадий Давыдович
Геннадий Давыдович Кесельман (1 января 1942 — 31 января 2016) — один из основоположников сибирского спутникостроения, советник генерального директора АО «Информационные спутниковые системы» имени академика М. Ф. Решетнёва.

## Биография
Родился 1 января в 1942 году в селе Малиново Калининского района Уссурийской области.
После окончания Казанского авиационного института в 1965 году работал в НПО прикладной механики им. акад. М. Ф. Решетнева: инженер, начальник сектора, начальник отдела, заместитель главного инженера, заместитель директора завода по испытаниям и эксплуатации изделий, заместитель генерального директора — директор завода НПО прикладной математики.
Специалист в области электрического проектирования автоматических космических аппаратов (АКА), их комплексных электрорадиоиспытаний, подготовки и запуска АКА с космодромов «Плесецк», «Байконур», «Свободный». Под его руководством и при его активном участии впервые в космической отрасли страны разработаны и внедрены методологии по ужесточению испытаний АКА с длительным сроком активного существования на всех этапах их создания.
Внес большой вклад в разработку, экспериментальную отработку, электрические испытания, запуск на орбиту, управление и эксплуатацию АКА более 30 космических программ (более 1000 АКА) по системам космической связи, телекоммуникации, навигации, геодезии, специальной связи.
Кандидат технических наук. Профессор кафедры космического машиностроения Сибирского государственного университета науки и технологий имени М. Ф. Решетнёва.
Умер 1 февраля 2016 года.

## Награды
- Звание «Почётный гражданин ЗАТО Железногорск» Геннадию Кесельману присвоено решением Совета депутатов ЗАТО г. Железногорск 26 июля 2011 года.
- Награждён орденами Трудового Красного Знамени, «Знак Почёта» и медалями, в том числе медалью «Звезда голубой планеты» Росавиакосмоса.
- Лауреат Государственной премии РФ в области науки и техники[2] за 2003 год — за успешное завершение комплекса исследований, разработку научно-обоснованных принципов экспериментальной отработки и испытаний, внедрение в промышленное производство новой современной технологии подготовки космических аппаратов к запуску.[3]